# Jaroslav Pospíšil
Jaroslav Pospíšil (Prostějov, 9 de fevereiro de 1981) é um tenista profissional tcheco.

## Challenger finais

### Simples: 2 (1–1)
| Legenda                   |
| ATP Challenger Tour (1–1) |

| Posição | N. | Data             | Torneio             | Superfie | Oponente na final | Placar        |
| Vice    | 1. | 12 Setembro 2010 | Braşov, Romênia     | Saibro   | Éric Prodon       | 6–7(1), 3–6   |
| Campeão | 2. | 26 Setembro 2010 | Tranava, Eslováquia | Saibro   | Yuri Schukin      | 6–4, 4–6, 6–3 |